# Liste der Ausstellungen in der Albertina

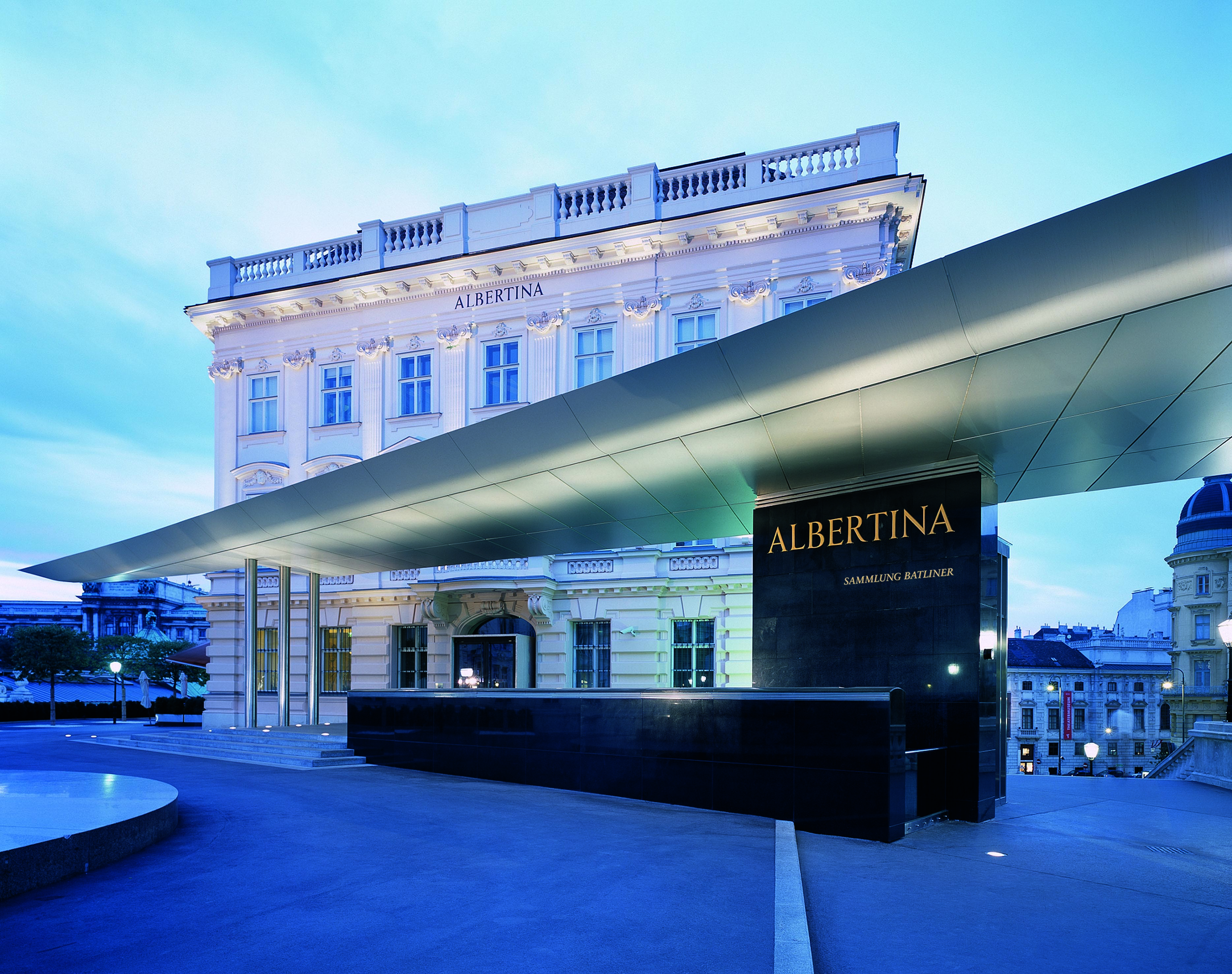
Außenansicht der Albertina

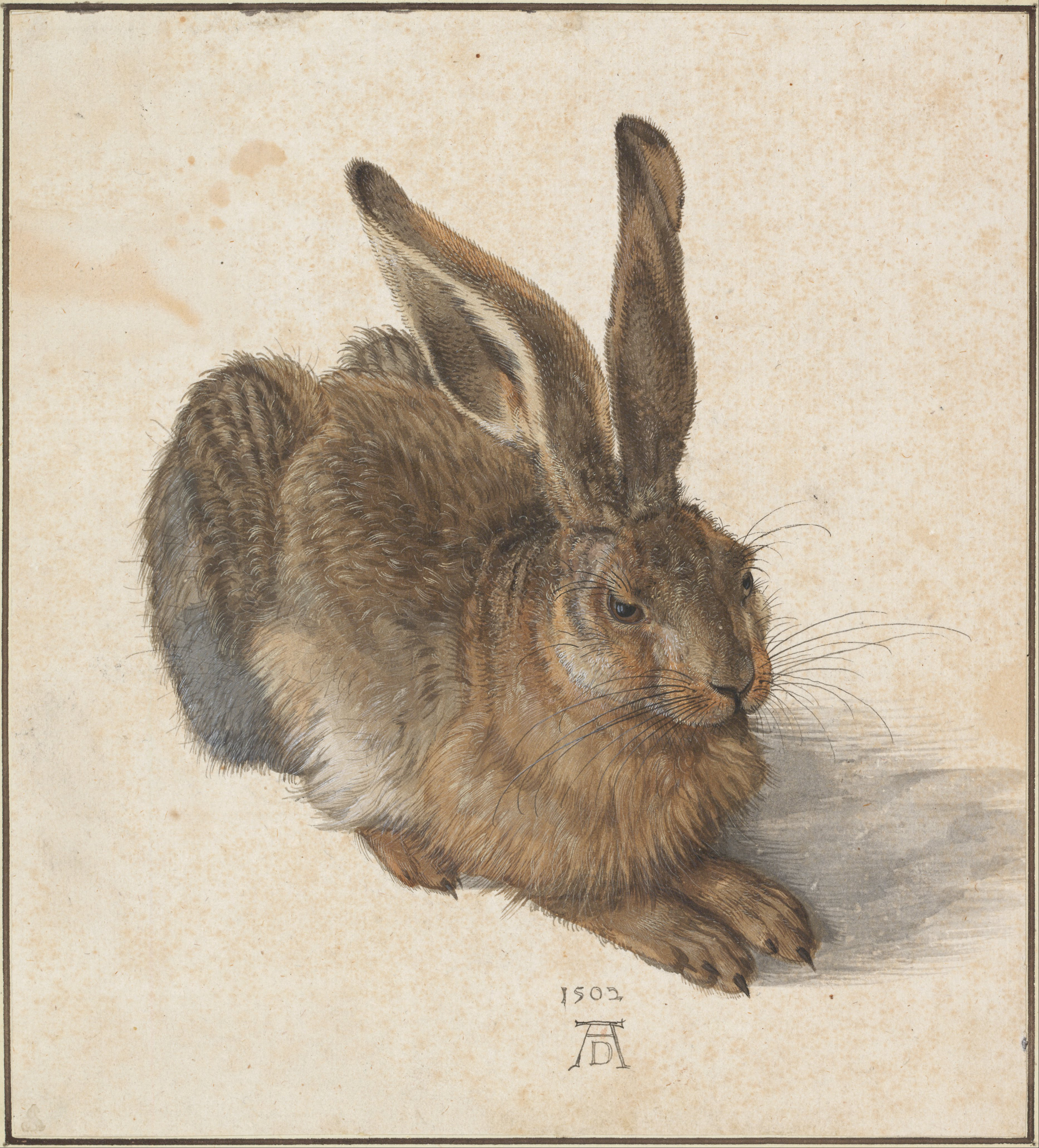
Albrecht Dürer – Feldhase (1502), prominentes Exponat der Albertina

Diese Liste enthält – ohne Anspruch auf Vollständigkeit – die Ausstellungen, die ab 2003 in der Albertina, ab 2020 in der Albertina modern und ab 2024 in der in der Albertina Klosterneuburg in Wien präsentiert wurden.

## Ausstellungen

### 2003

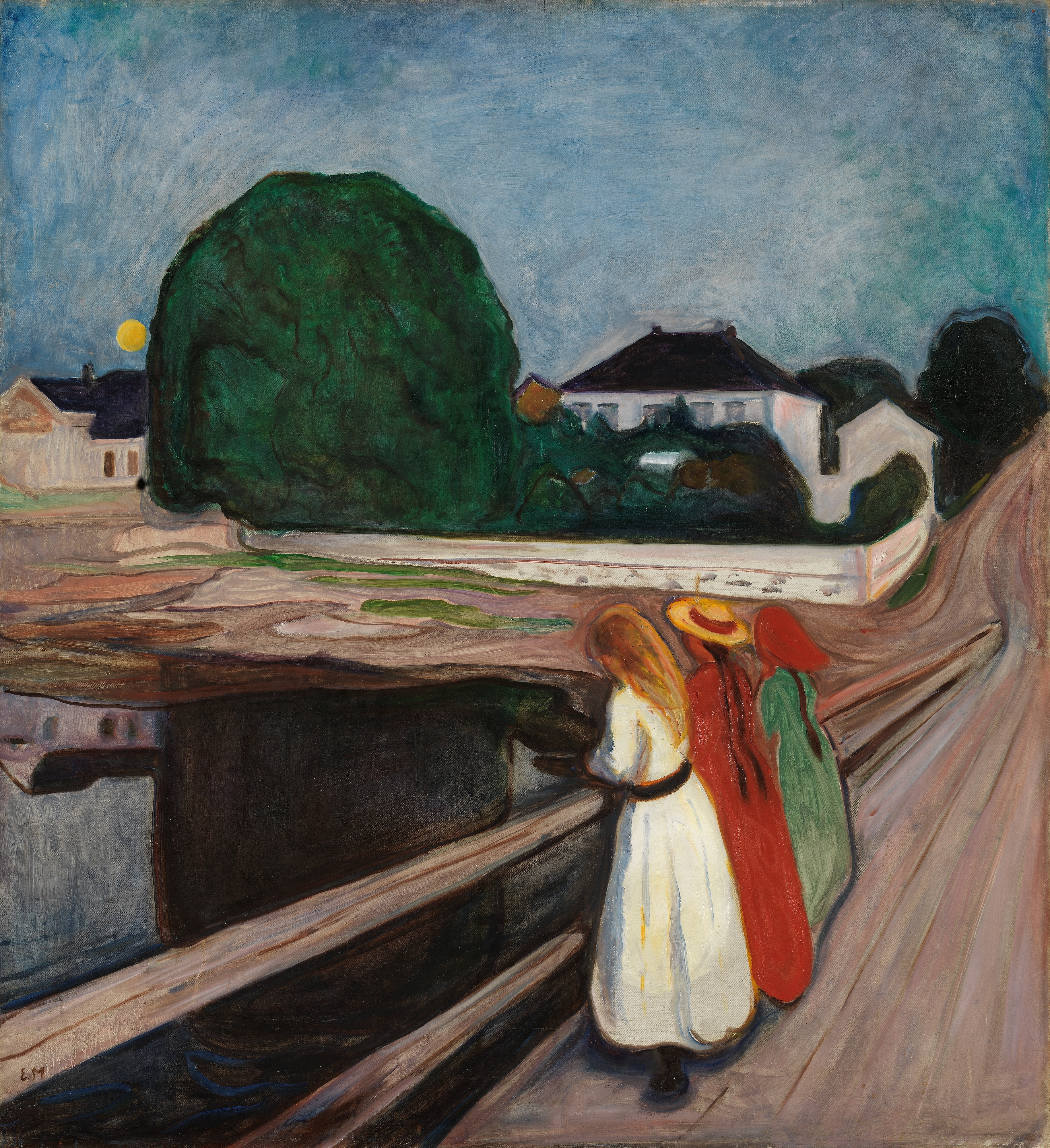
Edvard Munch – Die Mädchen auf der Brücke (1901)

- Edvard Munch. Thema und Variation (14. März 2003 bis 9. Juni 2003)
- Das Auge und der Apparat. Eine Geschichte der Fotografie (14. März 2003 bis 29. August 2003)
- Brassaï (20. Juni 2003 bis 22. September 2003)
- Florentina Pakosta (4. Juli 2003 bis 1. Oktober 2003)
- Georg Baselitz. Die monumentalen Aquarelle (5. September 2003 bis 30. November 2003)
- Albrecht Dürer (5. September 2003 bis 8. Dezember 2003)
- Günter Brus. Werkumkreisung (7. November 2003 bis 8. Februar 2004)
- Gustav Klimt bis Paul Klee. Wotruba und die Moderne (20. Dezember 2003 bis 7. März 2004)

### 2004

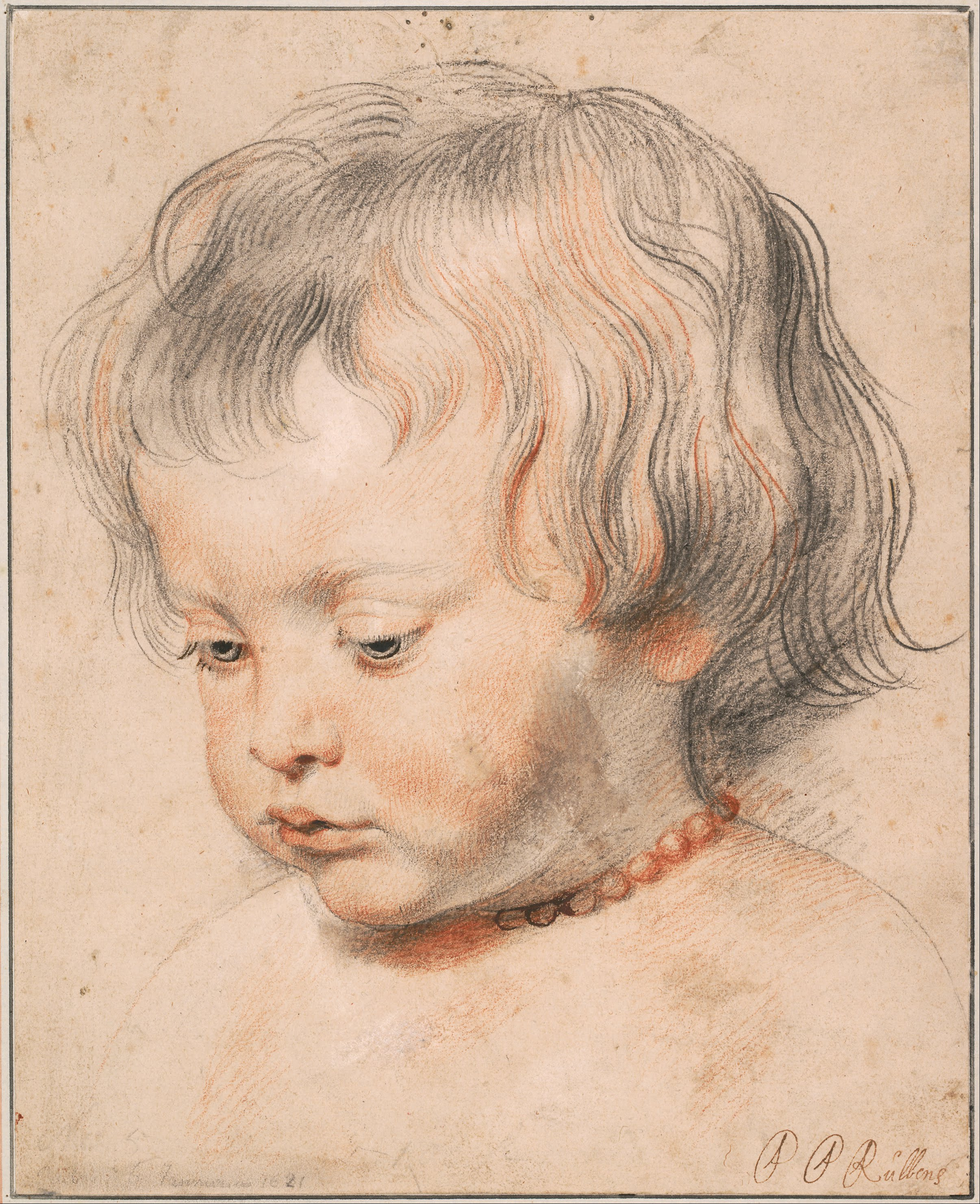
Peter Paul Rubens – Bildnis seines Sohnes Nikolas (etwa 1619)

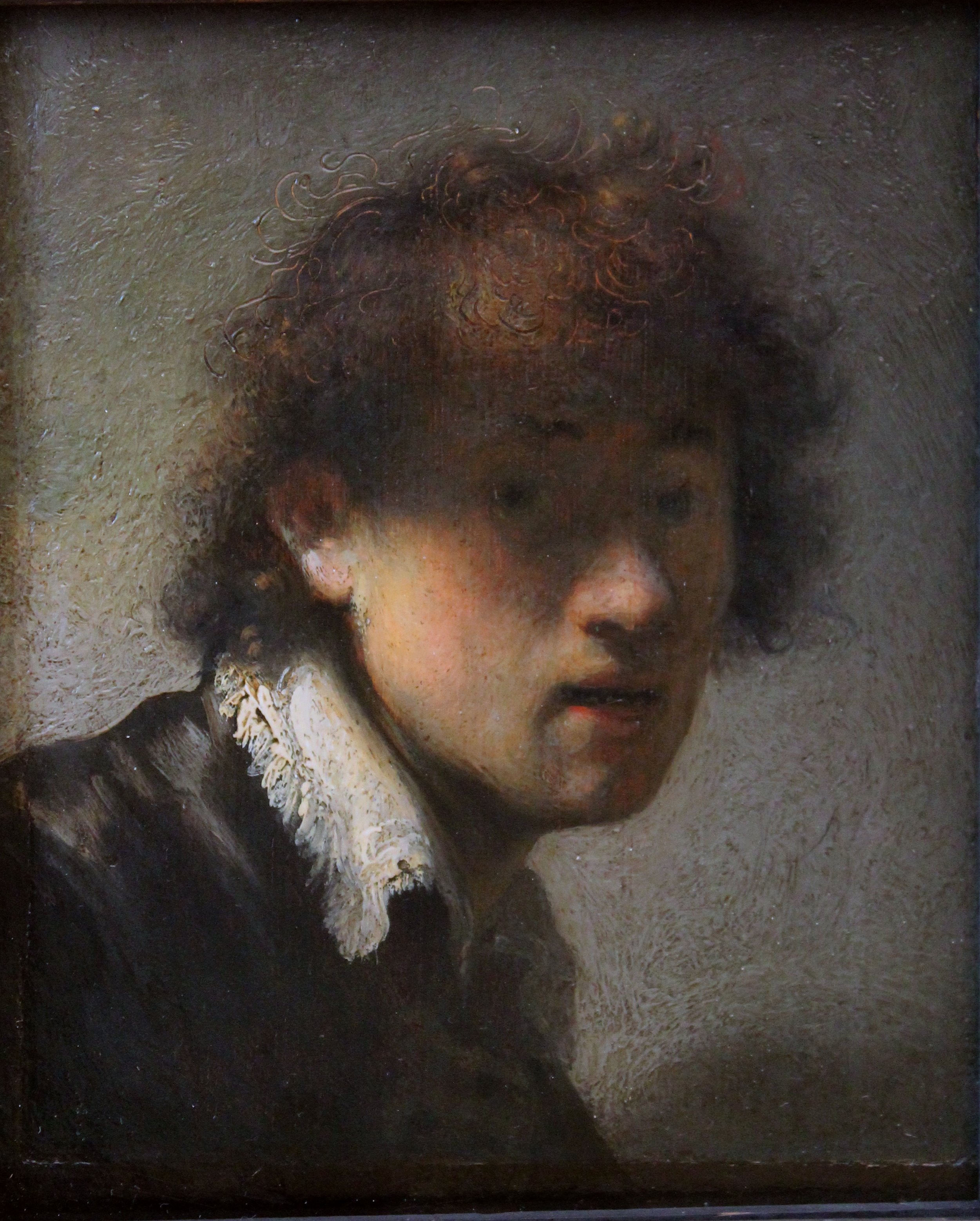
Rembrandt – Jugendliches Selbstbildnis (1629)

- Pop Art & Minimalismus. The Serial Attitude (10. März 2004 bis 29. August 2004)
- Rembrandt (26. März 2004 bis 27. Juni 2004)
- Michelangelo und seine Zeit. Meisterwerke der Albertina (15. Juli 2004 bis 10. Oktober 2004)
- Peter Paul Rubens (15. September 2004 bis 5. Dezember 2004)
- Neo Rauch, Arbeiten auf Papier 2003–2004 (15. September 2004 bis 9. Jänner 2005)
- Chagall. Die Mythen der Bibel (3. Dezember 2004 bis 28. März 2005)
- Alex Katz. Kartons und Gemälde (17. Dezember 2004 bis 20. Februar 2005)

### 2005

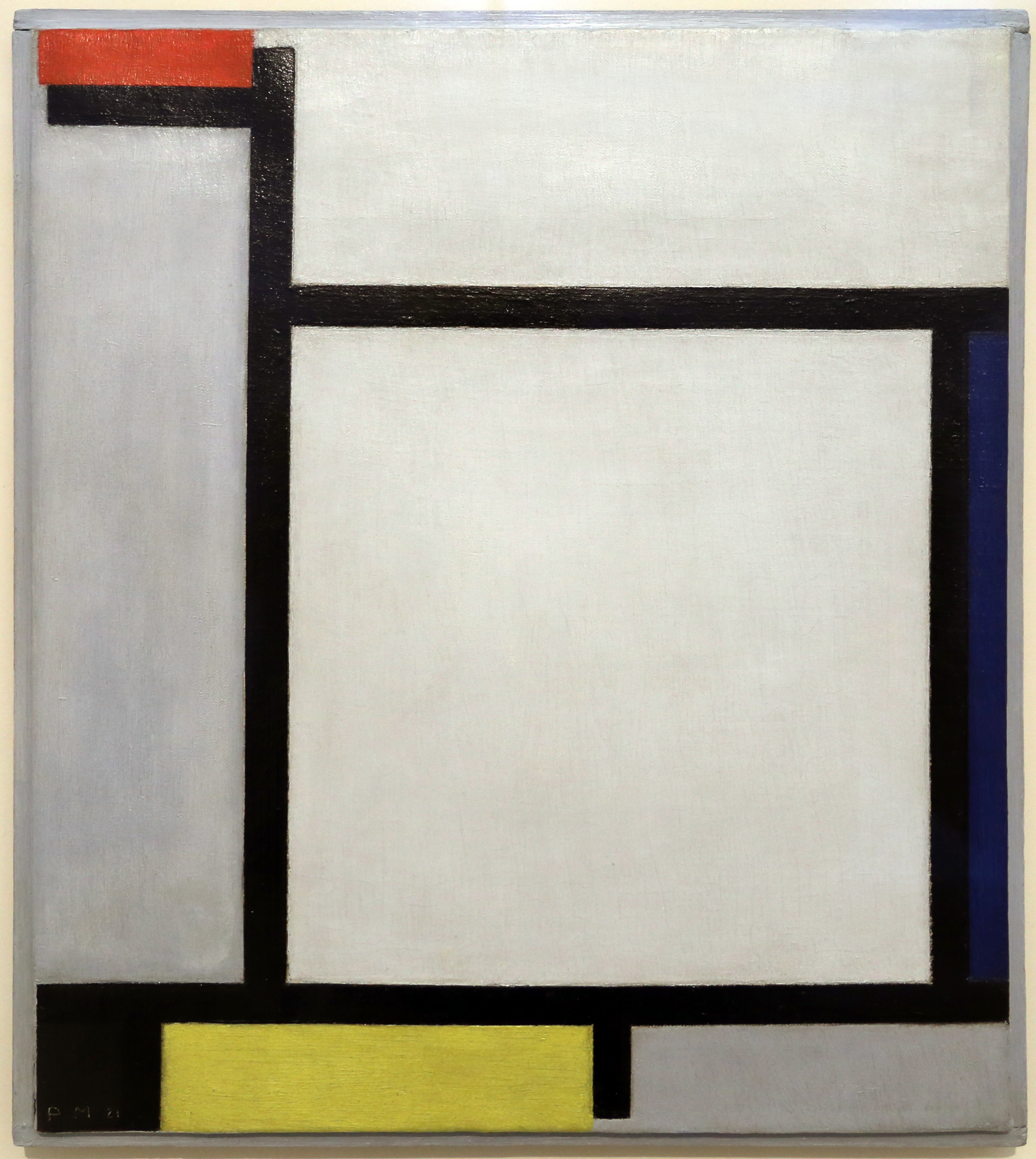
Piet Mondrian – Komposition mit rot, blau, schwarz, gelb und grau (1921)

- Piet Mondrian (11. März 2005 bis 19. Juni 2005)
- Goya bis Picasso (8. April 2005 bis 28. August 2005)
- Joseph von Führich. Die Kartons zum Wiener Kreuzweg (2. August 2005 bis 13. Oktober 2005)
- Rudolf von Alt 1812–1905 (9. September 2005 bis 27. November 2005)
- Jannis Kounellis. OPUS 1 (20. Oktober 2005 bis 8. Jänner 2006)
- Stadt.Leben.Wien (20. Oktober 2005 bis 22. Jänner 2006)
- Egon Schiele (7. Dezember 2005 bis 19. März 2006)

### 2006
- MOZART. Experiment Aufklärung (17. März 2006 bis 20. September 2006)
- Pioniere der Daguerreotypie in Österreich (22. September 2006 bis 19. November 2006)
- Picasso – Malen gegen die Zeit (22. September 2006 bis 7. Jänner 2007)
- Franz Gertsch: Holzschnitte und Gemälde 1986–2006 (20. Oktober 2006 bis 7. Jänner 2007)
- Andy Warhol: POPSTARS. Zeichnungen und Collagen (24. November 2006 bis 18. Februar 2007)

### 2007
- BASELITZ Remix (18. Jänner 2007 bis 24. April 2007)
- Biedermeier – Die Erfindung der Einfachheit (2. Februar 2007 bis 13. Mai 2007)
- Peter Fendi und sein Kreis (22. März 2007 bis 3. Juni 2007)
- Blicke, Passanten – 1930 bis heute. Aus der Fotosammlung der Albertina (16. Mai 2007 bis 16. September 2007)
- Expressiv! Die Künstler der Brücke. Die Sammlung Hermann Gerlinger (1. Juni 2007 bis 26. August 2007)
- Desert Dreaming: Australian Aboriginal Art (15. Juni 2007 bis 26. August 2007)
- Philip Guston. Arbeiten auf Papier (7. September 2007 bis 25. November 2007)
- Monet bis Picasso – Die Sammlung Batliner (14. September 2007 bis 6. April 2008)
- Ausstellung der Ö1-Grafiken 2007 in der Albertina (20. September 2007 bis 4. November 2007)
- Kunst nach 1970. Aus der Albertina (12. Oktober 2007 bis 16. März 2008)
- Der Mnemosyne-Atlas von Aby Warburg (23. November 2007 bis 14. Dezember 2007)
- Karel Appel. Monumentale Aktzeichnungen (7. Dezember 2007 bis 10. Februar 2008)

### 2008

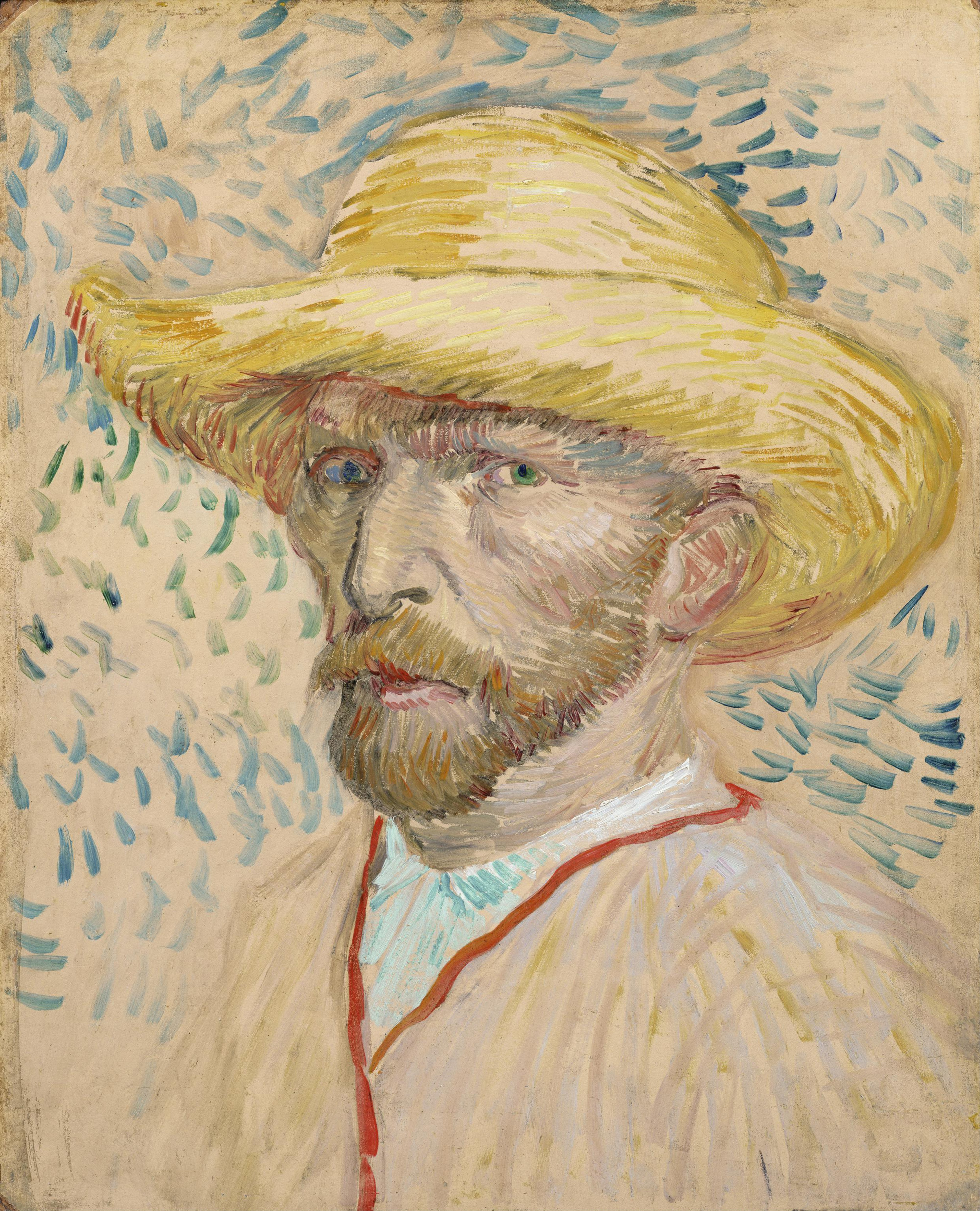
Vincent van Gogh – Selbstporträt (1887)

- Max Ernst: Une semaine de bonté. Die Originalcollagen (20. Februar 2008 bis 27. April 2008)
- Oskar Kokoschka. Exil und neue Heimat 1834–1980 (11. April 2008 bis 13. Juli 2008)
- Paul Klee – FormenSpiele (9. Mai 2008 bis 10. August 2008)
- Die Weite des Eises. Arktis und Alpen 1860 bis heute (22. August 2008 bis 23. November 2008)
- Van Gogh – gezeichnete Bilder (5. September 2008 bis 8. Dezember 2008)
- Nach 1970. Österreichische Kunst aus der Albertina (17. Oktober 2008 bis 11. Jänner 2009)
- Wege der Moderne. Aus der Sammlung Eberhard W. Kornfeld (7. November 2008 bis 8. Februar 2009)

### 2009
- Gerhard Richter. Bilder aus privaten Sammlungen (30. Jänner 2009 bis 3. Mai 2009)
- Fotografie und das Unsichtbare. 1840–1900 (11. Februar 2009 bis 24. Mai 2009)
- Das Zeitalter Rembrandts (4. März 2009 bis 21. Juni 2009)
- Impressionismus. Wie das Licht auf die Leinwand kam (11. September 2009 bis 10. Jänner 2010)
- Am Horizont der Sinne – Am Horizont der Dinge. Gemeinschaftsarbeiten Günter Brus – Arnulf Rainer (14. Oktober 2009 bis 31. Jänner 2010)

### 2010

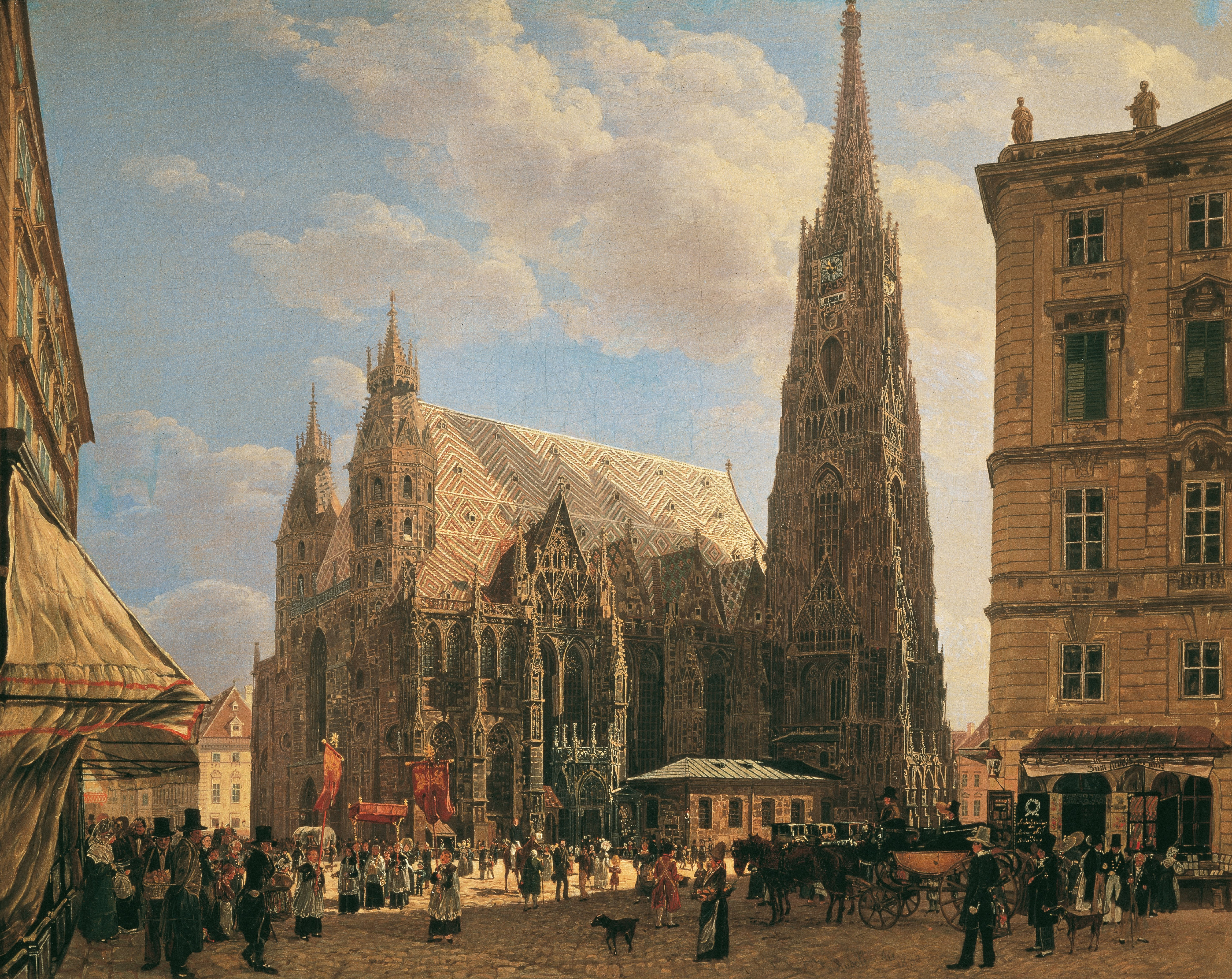
Rudolf von Alt – Stephansdom vom Stock-im-Eisen-Platz (1832)

- Andy Warhol. Cars (22. Jänner 2010 bis 16. Mai 2010)
- Jakob und Rudolf von Alt (10. Februar 2010 bis 24. Mai 2010)
- Monet bis Baselitz (11. März 2010 bis 19. September 2010)
- Markus Lüpertz (11. März 2010 bis 6. Juni 2010)
- Alex Katz. Prints (28. Mai 2010 bis 29. August 2010)
- Heinrich Kühn (11. Juni 2010 bis 29. August 2010)
- Walton Ford (18. Juni 2010 bis 10. Oktober 2010)
- Picasso (22. September 2010 bis 16. Jänner 2011)
- Michelangelo (8. Oktober 2010 bis 9. Jänner 2011)
- Herbert Brandl (22. Oktober 2010 bis 9. Jänner 2011)
- William Kentridge (29. Oktober 2010 bis 30. Jänner 2011)

### 2011
- Roy Lichtenstein (28. Jänner 2011 bis 15. Mai 2011)
- Der Blaue Reiter (4. Februar 2011 bis 29. Mai 2011)
- Mel Ramos (18. Februar 2011 bis 29. Mai 2011)
- Max Weiler (10. Juni 2011 bis 9. Oktober 2011)
- Die Explosion der Bilderwelt (17. Juni 2011 bis 2. Oktober 2011)
- Albertina Contemporary (22. Juni 2011 bis 13. November 2011)
- Zwischentöne – die Sammlung Forberg (21. Oktober 2011 bis 22. Jänner 2012)
- Magritte (9. November 2011 bis 26. Februar 2012)
- Surrealismus (30. November 2011 bis 15. Jänner 2012)

### 2012

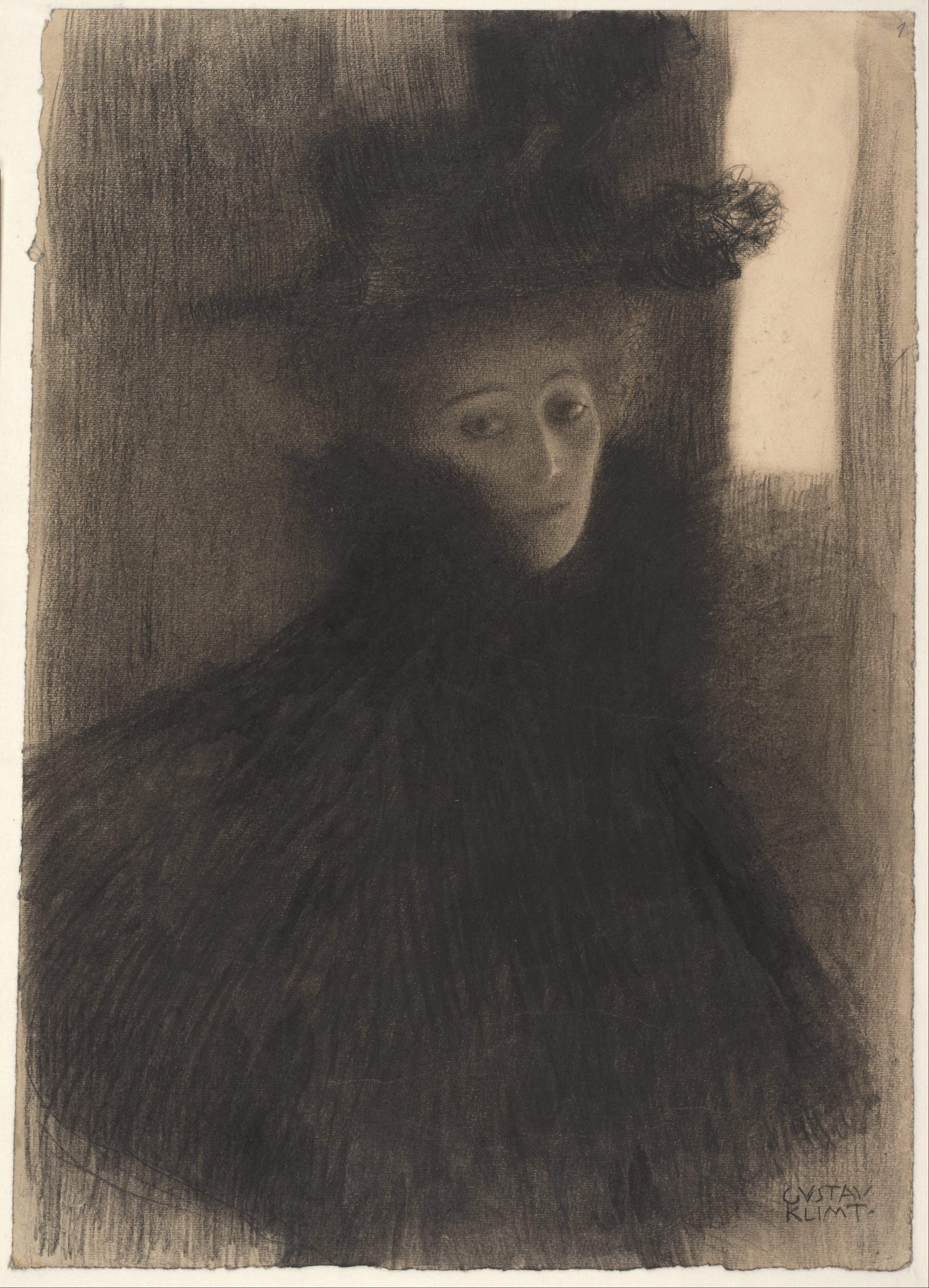
Gustav Klimt – Porträt einer Dame mit Cape und Hut (1897–1898)

- Impressionismus (10. Februar 2012 bis 13. Mai 2012)
- Gustav Klimt. Die Zeichnungen (14. März 2012 bis 10. Juni 2012)
- Albertina Contemporary (26. Mai 2012 bis 19. August 2012)
- Kirchner Heckel Nolde (1. Juni 2012 bis 26. August 2012)
- Joel Sternfeld (27. Juni 2012 bis 7. Oktober 2012)
- Körper als Protest (5. September 2012 bis 2. Dezember 2012)
- Kaiser Maximilian I. und die Kunst der Dürer-Zeit (14. September 2012 bis 6. Jänner 2013)
- Markus Hofer (18. Oktober 2012 bis 27. Jänner 2013)
- Albertina Contemporary (24. Oktober 2012 bis 1. Jänner 2013)
- Erwin Wurm (12. Dezember 2012 bis 17. Februar 2013)

### 2013

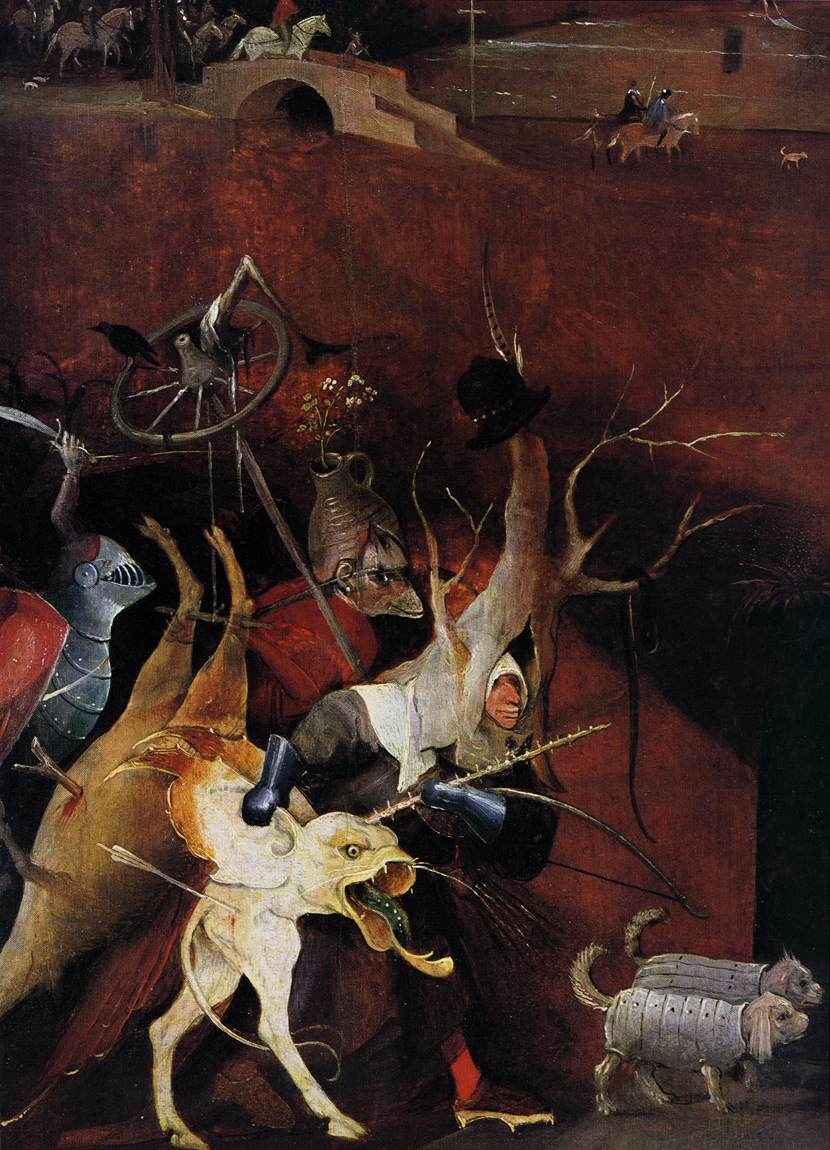
Hieronymus Bosch – Die Versuchung des Heiligen Antonius (Detail) (1495–1515)

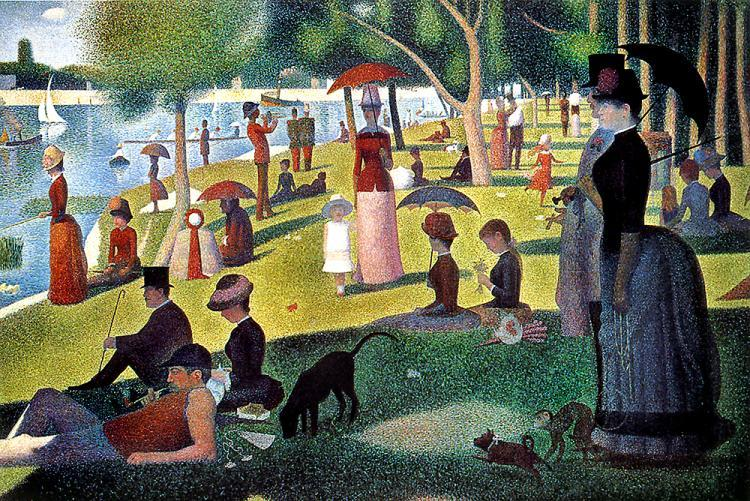
Georges Seurat – Ein Sonntagnachmittag auf der Insel La Grande Jatte (1884–1886)

- Max Ernst (23. Jänner 2013 bis 5. Mai 2013)
- Lewis Baltz (1. März 2013 bis 2. Juni 2013)
- Antoine Roegiers (14. März 2013 bis 30. Juni 2013)
- Bosch Bruegel Rubens Rembrandt (14. März 2013 bis 30. Juni 2013)
- Gottfried Helnwein (25. Mai 2013 bis 13. Oktober 2013)
- Gunter Damisch (19. Juni 2013 bis 22. September 2013)
- Albertina Contemporary (28. September 2013 bis 13. November 2013)
- Dreaming Russia (12. Oktober 2013 bis 1. Dezember 2013)
- Marianne Lang (11. September 2013 bis 2. April 2014)
- Matisse und die Fauves (20. September 2013 bis 12. Jänner 2014)
- Sonja Gangl (30. Oktober 2013 bis 12. Februar 2014)
- Georg Baselitz (8. November 2013 bis 12. Februar 2014)

### 2014

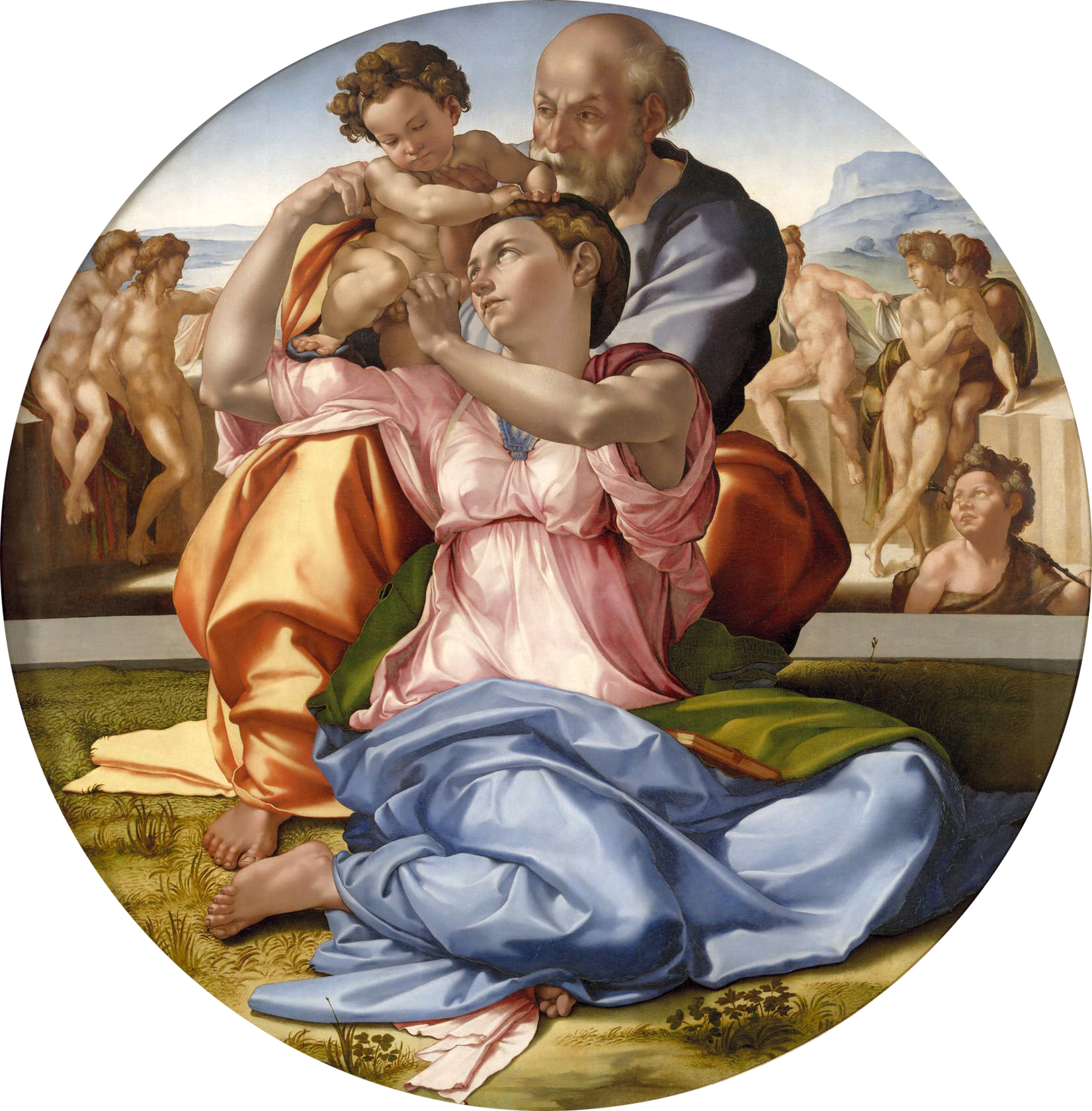
Michelangelo – Die heilige Familie (Tondo Doni) (1506–1508)

- Eric Fischl (13. Februar 2014 bis 11. Mai 2014)
- Dürer, Michelangelo, Rubens (14. März 2014 bis 29. Juni 2014)
- Blow-Up (30. April 2014 bis 17. August 2014)
- Alex Katz. Zeichnungen, Kartons, Gemälde (28. Mai 2014 bis 28. September 2014)
- Arnulf Rainer (3. September 2014 bis 6. Jänner 2015)
- Miro (12. September 2014 bis 11. Jänner 2015)
- Karl Prantl (17. Oktober 2014 bis 1. Februar 2015)
- Birgit Graschopf (5. November 2014 bis 29. April 2015)

### 2015

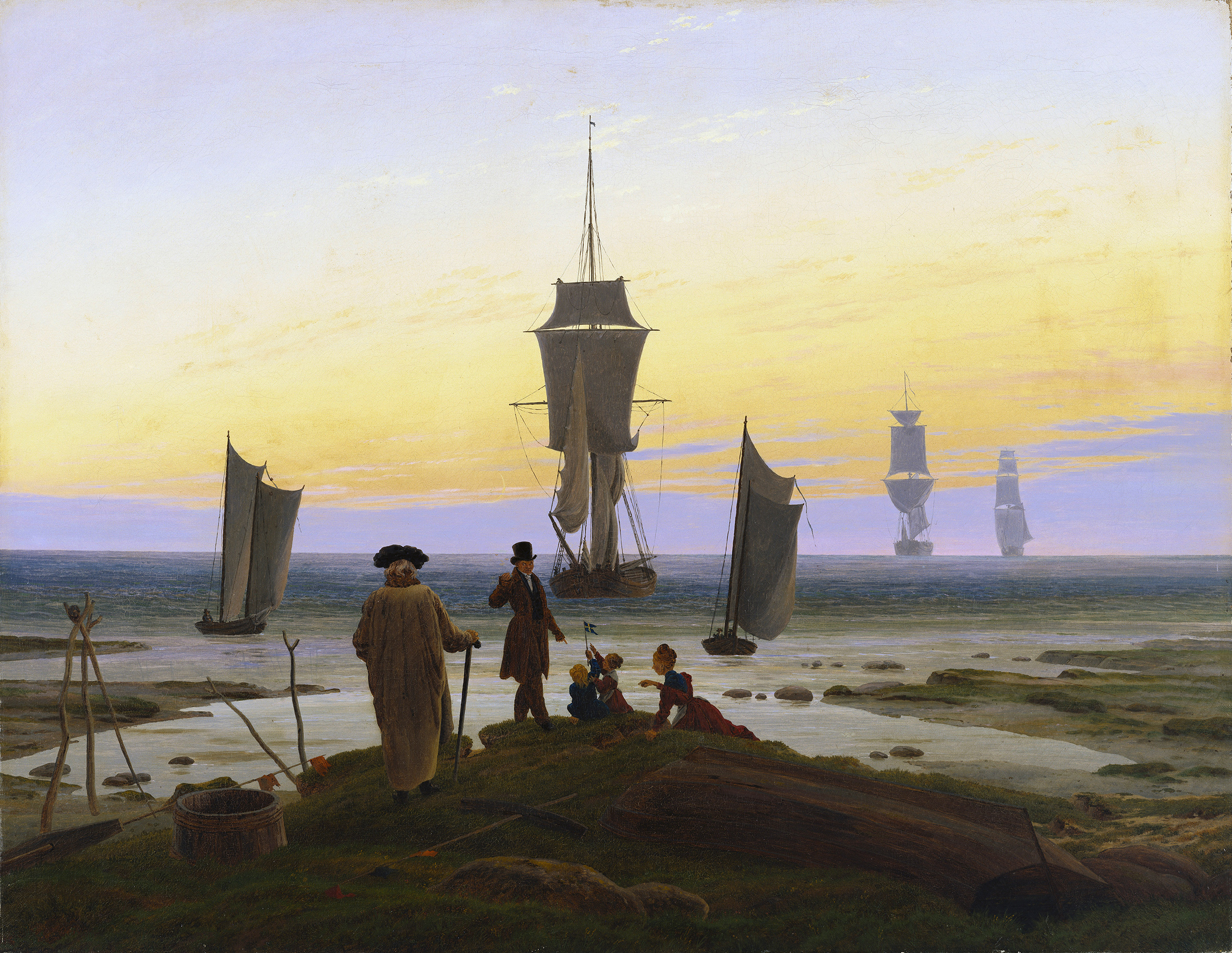
Caspar David Friedrich – Die Lebensstufen (um 1835)

- Degas, Cezanne, Seurat (30. Jänner 2015 bis 3. Mai 2015)
- Warhol bis Richter (6. Februar 2015 bis 19. April 2015)
- Sturtevant (14. Februar 2015 bis 10. Mai 2015)
- Von der Schönheit der Natur (27. Februar 2015 bis 31. Mai 2015)
- Lee Miller (8. Mai 2015 bis 16. August 2015)
- Bacon, Warhol, Richter (20. Mai 2015 bis 23. August 2015)
- Abstraktion in Österreich (10. Juni 2015 bis 6. September 2015)
- Black & White (27. August 2015 bis 10. Jänner 2016)
- Lyonel Feininger und Alfred Kubin (4. September 2015 bis 10. Jänner 2016)
- Edvard Munch (25. September 2015 bis 24. Jänner 2016)
- Drawing Now: 2015 (29. Mai 2015 bis 11. Oktober 2015)
- Spurensuche (16. Oktober 2015 bis 29. November 2015)
- Welten der Romantik (13. November 2015 bis 21. Februar 2016)

### 2016

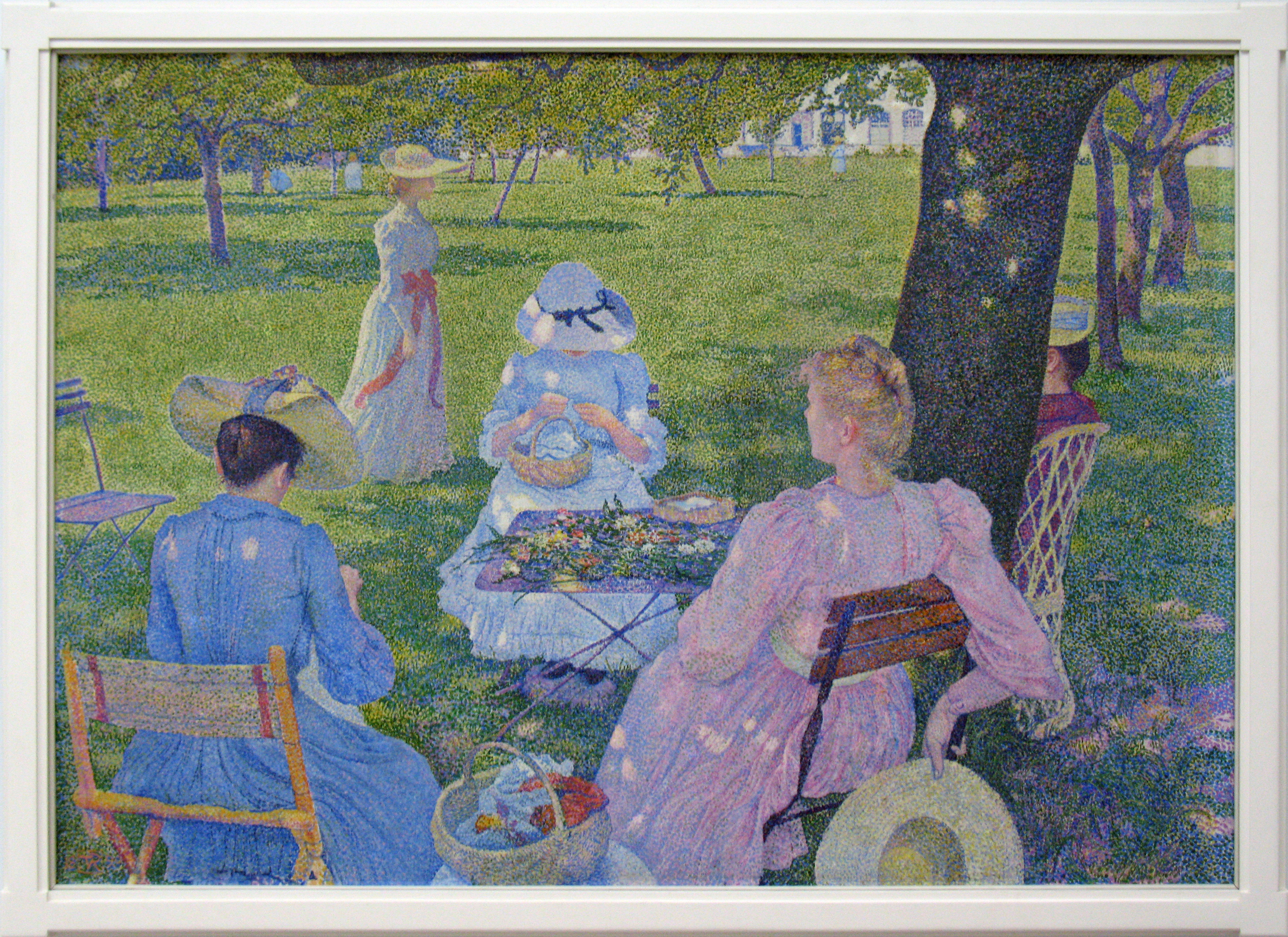
Théo van Rysselberghe – Familie in einem Obstgarten (1890)

- Hans Robert Pippal (22. Jänner 2016 bis 28. März 2016)
- Provoke (29. Jänner 2016 bis 8. Mai 2016)
- Chagall bis Malewitsch (26. Februar 2016 bis 26. Juni 2016)
- Anselm Kiefer (18. März 2016 bis 19. Juni 2016)
- Erwin Bohatsch (8. April 2016 bis 12. Juni 2016)
- Spatial Dispositions. Aldo Giannotti (6. Juli 2016 bis 11. September 2016)
- Land & Leute (25. Mai 2016 bis 23. Oktober 2016)
- Albertina Contemporary (11. Juli 2016 bis 19. März 2017)
- Jim Dine. I Never Look Away (24. Juni 2016 bis 2. Oktober 2016)
- Seurat, Signac, Van Gogh. Wege des Pointillismus (16. September 2016 bis 8. Jänner 2017)
- Der Farbholzschnitt in Wien um 1900 (19. Oktober 2016 bis 15. Jänner 2017)
- Film-Stills (4. November 2016 bis 26. Februar 2017)

### 2017

Raffael – Porträt des Bindo Altoviti (etwa 1515)

- Markus Prachensky (18. Jänner 2017 bis 19. März 2017)
- Von Poussin bis David (25. Jänner 2017 bis 25. April 2017)
- Egon Schiele (22. Februar 2017 bis 18. Juni 2017)
- Acting for the camera (10. März 2017 bis 5. Juni 2017)
- Eduard Angeli (5. April 2017 bis 25. Juni 2017)
- Maria Lassnig – Zwiegespräche (5. Mai 2017 bis 27. August 2017)
- Österreichische Fotografie nach 1970 (14. Juni 2017 bis 8. Oktober 2017)
- Burhan Dogancay (6. Juli 2017 bis 8. Oktober 2017)
- LOOK! New Acquisitions / Neuerwerbungen (6. Juli 2017 bis 1. Oktober 2017)
- Pieter Bruegel der Ältere (8. September 2017 bis 3. Dezember 2017)
- Raffael (29. September 2017 bis 7. Jänner 2018)
- Contemporary Art. Die Sammlung Batliner (7. Oktober 2017 bis 18. Februar 2018)
- Robert Frank (25. Oktober 2017 bis 21. Jänner 2018)
- Meisterwerke der Architekturzeichnung (15. Dezember 2017 bis 25. Februar 2018)

### 2018

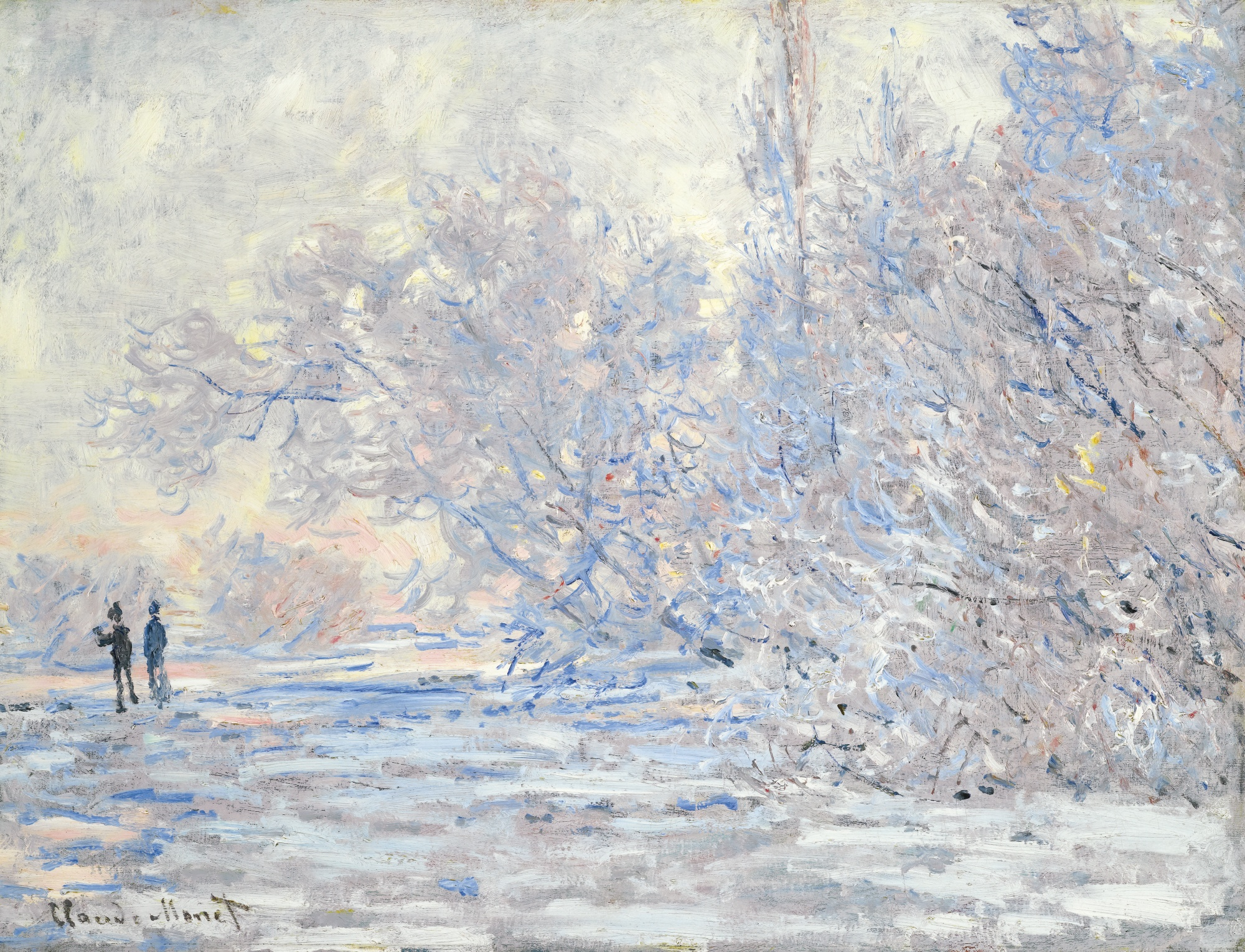
Claude Monet – Le Givre à Giverny (Frost in Giverny) (1885)

- Max Weiler. Die Schenkung (16. Jänner 2018 bis 18. Februar 2018)
- Das Wiener Aquarell (16. Februar 2018 bis 13. Mai 2018)
- Martha Jungwirth (2. März 2018 bis 3. Juni 2018)
- The Director’s Choice – Meisterwerke der Fotosammlung (7. März 2018 bis 10. Juni 2018)
- Keith Haring. The Alphabet (16. März 2018 bis 24. Juni 2018)
- Florentina Pakosta (30. Mai 2018 bis 26. August 2018)
- Alfred Seiland (13. Juni 2018 bis 7. Oktober 2018)
- Meisterwerke der Architekturzeichnung Teil II (22. Juni 2018 bis 23. September 2018)
- Contemporary Art – Kunstwerke der zweiten Hälfte des 20. Jahrhunderts bis heute – Warhol bis Richter (12. Juli 2018 bis 24. März 2019)
- Claude Monet (20. September 2018 bis 6. Jänner 2019)
- Helen Levitt (11. Oktober 2018 bis 27. Jänner 2019)
- Niko Pirosmani (26. Oktober 2018 bis 27. Jänner 2019)
- Erwin Wurm. Peace & Plenty (21. November 2018 bis 10. Februar 2019)
- Walter Schmögner. Skulpturen & Objekte (9. November 2018 bis 10. Februar 2019)

### 2019

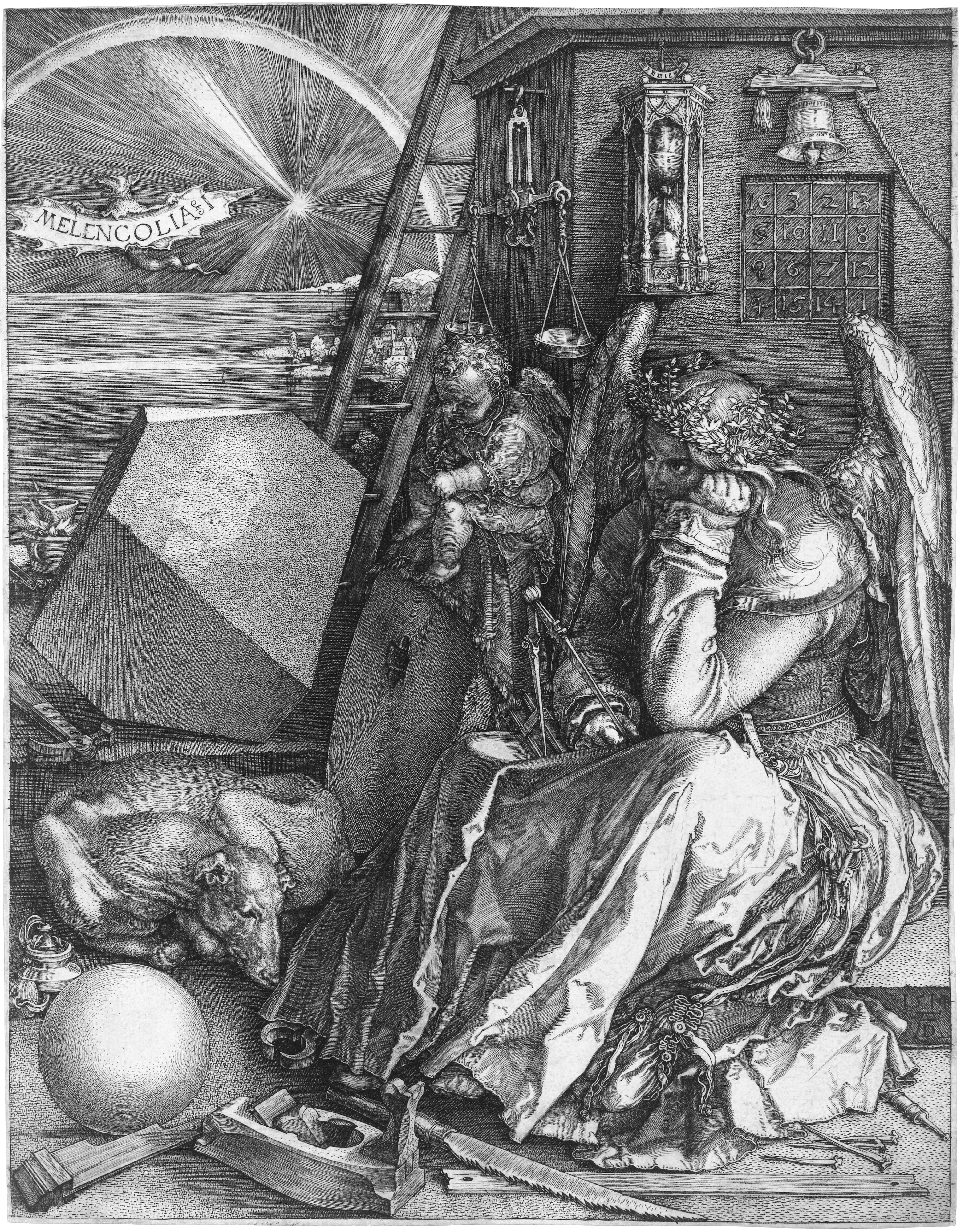
Dürer – Melancholia I (1514)

- Manfred Willmann (8. Februar 2019 bis 26. Mai 2019)
- Rubens bis Makart. sowie Rudolf von Alt und seine Zeit. Aquarelle aus den Fürstlichen Sammlungen Liechtenstein. (16. Februar 2019 bis 10. Juni 2019)
- Die Neue Sachlichkeit (3. April 2019 bis 7. Juli 2019) im Rahmen der Dauerausstellung Monet bis Picasso – Die Sammlung Batliner
- Hermann Nitsch (17. Mai 2019 bis 11. August 2019)
- Foto.Buch.Kunst (28. Juni 2019 bis 22. September 2019)
- Sean Scully Eleuthera (7. Juni bis 8. September 2019)
- Maria Lassnig (6. September 2019 bis 1. Dezember 2019)
- Albrecht Dürer (20. September 2019 bis 6. Jänner 2020)
- Arnulf Rainer Eine Hommage (27. September 2019 bis 19. Jänner 2020)
- A Passion for Drawing. Die  Sammlung Guerlain aus dem Centre Pompidou Paris (11. Oktober 2019 bis 26. Jänner 2020)
- Warhol bis Richter. Aus den Sammlungen der Albertina (13. Dezember 2019 bis 13. April 2020)
- Sammlung Dagmar und Manfred Chobot. Eine Schenkung an die Albertina (13. Dezember 2019 bis 23. Februar 2020)

### 2020

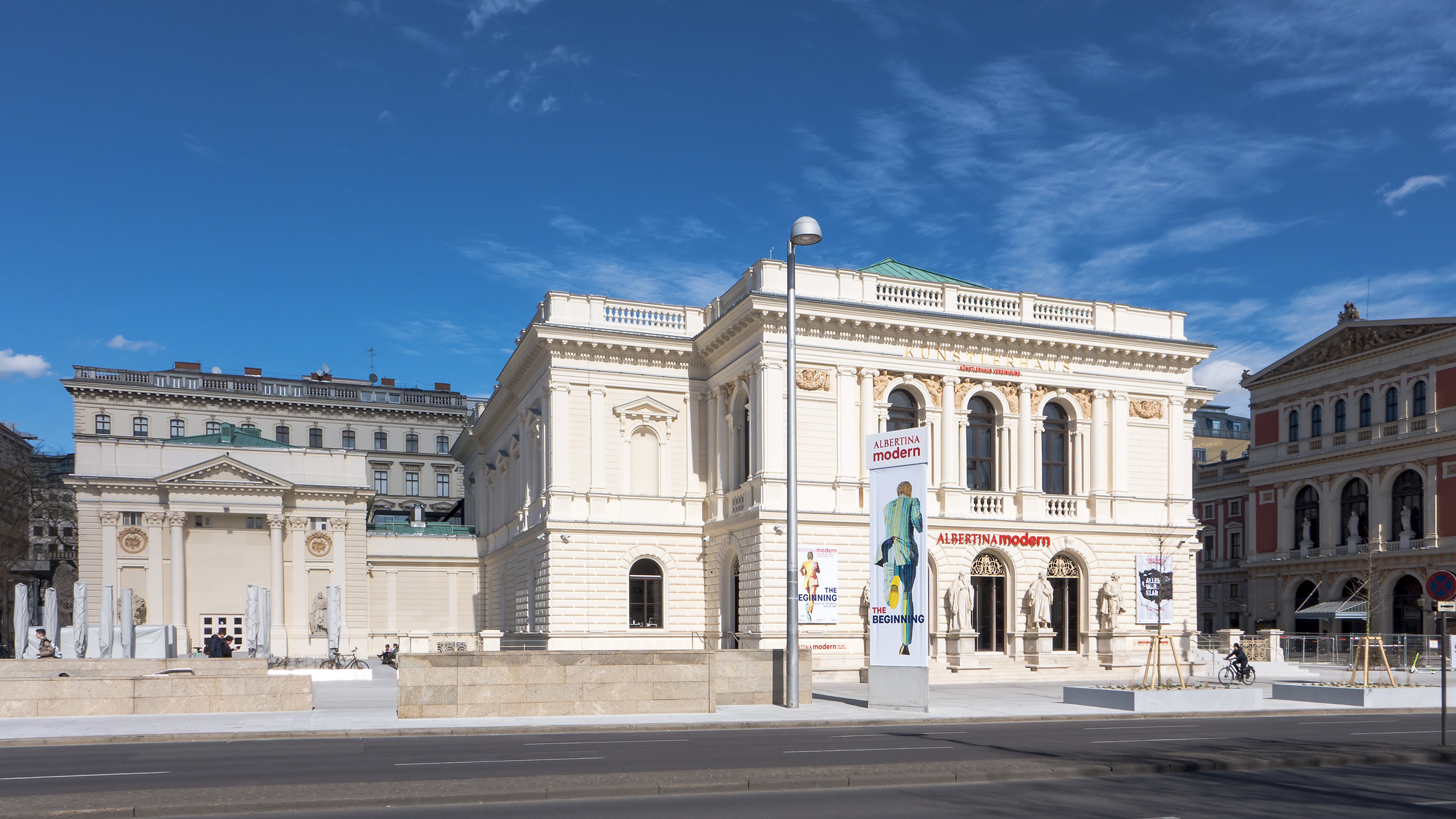
Albertina modern
(Künstlerhaus nach der Renovierung)

- Wilhelm Leibl Gut sehen ist alles! (31. Jänner 2020 bis 26. Juli 2020)
- Die frühe Radierung. Von Dürer bis Bruegel (12. Februar 2020 bis 18. Oktober 2020)
- Michael Horowitz (28. Februar 2020 bis 6. September 2020)
- Natur & Symbol. Franz Gertsch, Christiane Baumgartner, Ofer Lellouche und Kiki Smith (6. August 2020 bis 13. September 2020)
- Van Gogh, Cézanne, Matisse, Hodler. Die Sammlung Hahnloser (27. August 2020 bis 15. November 2020)
- The Beginning. Österreichische Kunst 1945 bis 1980 (27. Mai 2020 bis 2. November 2020, Albertina modern)
- My Generation. Die Sammlung Jablonka (2. Oktober 2020 bis 5. April 2021)
- Schwarz Weiß & Grau. Großformatige Werke aus der eigenen Sammlung (7. Dezember 2020 bis 14. März 2021)
- The Essl Collection. Überblick über die historische Tiefe und geographische Breite der Sammlung Essl (7. Dezember 2020 bis 25. April 2021, Albertina modern)
- The Essl Collection – Photography. Überblick über die historische Tiefe und geographische Breite der Sammlung Essl (7. Dezember 2020 bis 5. April 2021, Albertina modern)

### 2021

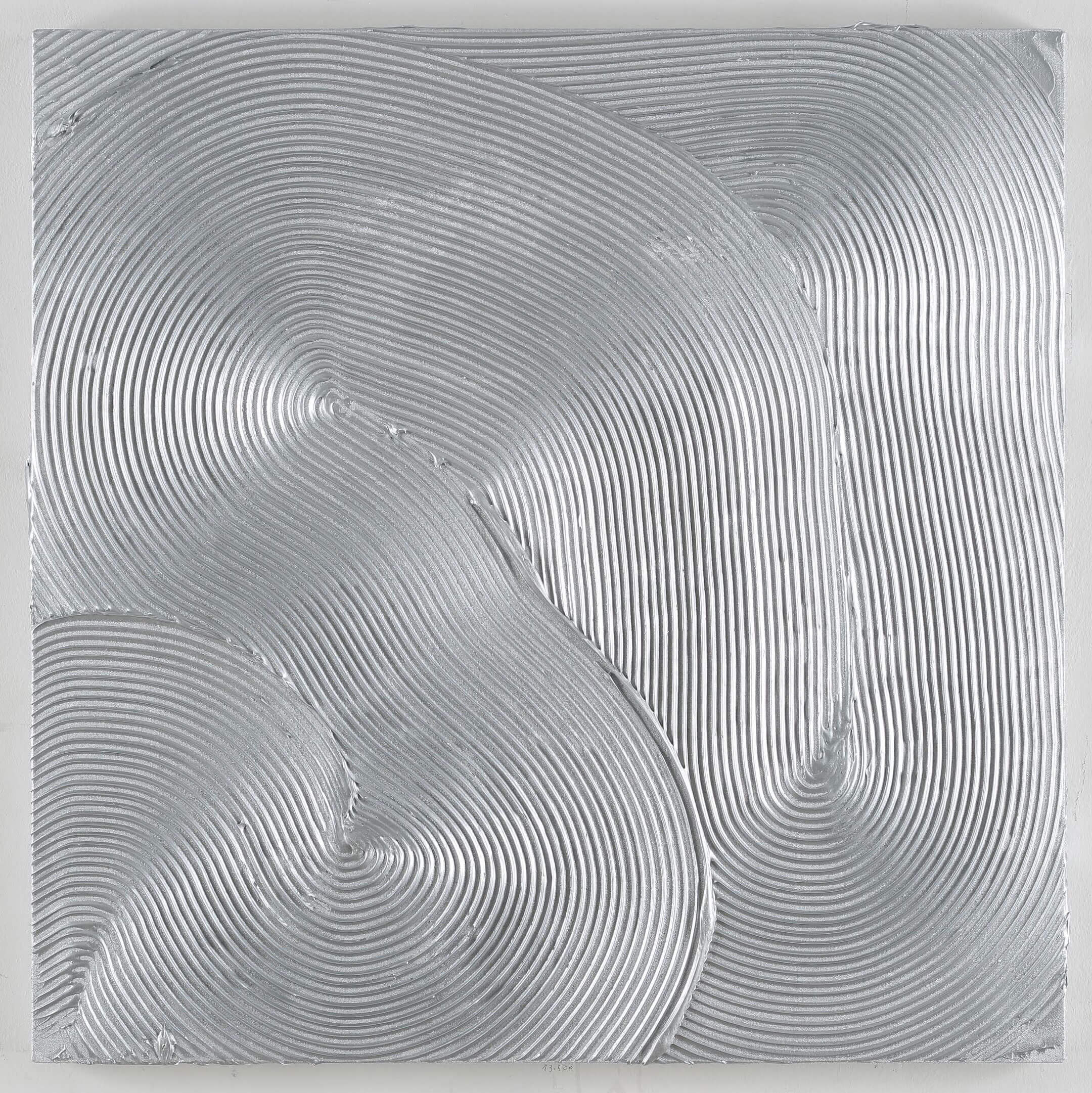
Jakob Gasteiger
(Acryl auf Leinwand)

- Faces. Die Macht des Gesichts. Porträts der deutschen Zwischenkriegszeit. (12. Februar 2021 bis 20. Juni 2021)
- Xenia Hausner TRUE LIES (30. April 2021 bis 8. August 2021)
- Franz Hubmann. Künstlerporträts Die Schenkung Helmut Klewan (2. Juli 2021 bis 17. Oktober 2021)
- Stadt und Land. Zwischen Traum & Realität. Überblicksausstellung über die Geschichte der Landschaftsdarstellung (26. März 2021 bis 8. August 2021)
- Jakob Gasteiger. Post-Radikale Malerei (23. April 2021 bis 22. August 2021)
- Brigitte Kowanz. Submerged (16. Mai 2021 bis 30. Mai 2021, Albertina modern im Red Carpet Showroom am Karlsplatz)
- Araki (26. Mai 2021 bis 29. August 2021, Albertina modern)
- Wonderland (7. Mai 2021 bis 19. September 2021, Albertina modern)
- American Photography (24. August 2021 bis 28. November 2021)
- Hubert Scheibl. Seeds of Time (31. August 2021 bis 5. Dezember 2021)
- Schiele und die Folgen (10. September 2021 bis 20. März 2022, Albertina modern)
- THE 80S. Die Kunst der 80er Jahre (10. Oktober 2021 bis 13. Februar 2022, Albertina modern)
- Modigliani. Revolution des Primitivismus (17. September 2021 bis 9. Januar 2022)
- Paul Flora. Zeichnungen (29. Oktober 2021 bis 30. Jänner 2022)
- Gerwald Rockenschaub. (8. November 2021 bis 30. November 2021, Albertina modern im Red Carpet Showroom am Karlsplatz)
- Martin Noël. Die Retrospektive (12. Dezember 2021 bis 20. Februar 2022)
- Michela Ghisetti. Mid-Career-Retrospektive (17. Dezember 2021 bis 20. März 2022)

### 2022

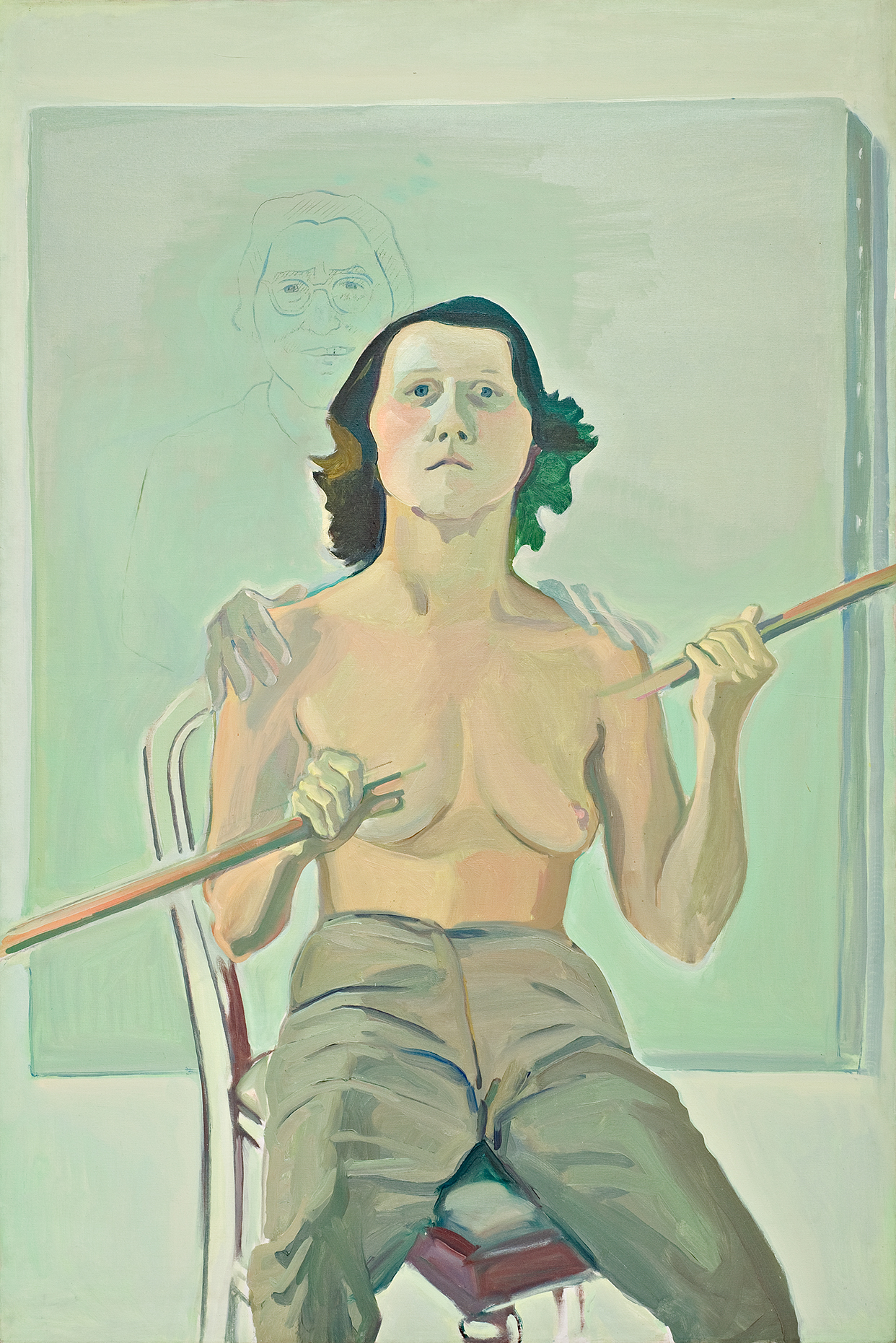
Maria Lassnig, Selbstporträt mit Stab (1971)

- Munch Im Dialog (18. Februar 2022 bis 19. Juni 2022)
- Ben Willikens. Kälte – Räume (4. März 2022 bis 1. Mai 2022)
- Ai Weiwei. In Search of Humanity (16. März 2022 bis 4. September 2022, Albertina modern)
- Michael Schmidt (1. April 2022 bis 26. Juni 2022)
- Gustav Klimt: Die Zeichnungen, (9. April 2022 bis 17. Juli 2022, Albertina modern)
- Hans Weigand. Rider in the Storm (19. Mai 2022 bis 21. August 2022)
- Die Schrecken des Kriegs. Goya und die Gegenwart (24. Mai 2022 bis 21. August 2022)
- Lawrence Weiner. OUT OF SIGHT (9. Juni 2022 bis 24. Juli 2022)
- Tony Cragg. Sculpture: Body and Soul (7. Juli bis 6. November 2022)
- Die Sammlung Chobot (14. Juli 2022 bis 18. September 2022)
- Francesco Clemente (27. Juli 2022 bis 30. Oktober 2022)
- The Face. Avedon bis Newton (27. Juli 2022 bis 6. November 2022, Albertina modern)
- BASQUIAT. Die Retrospektive (9. September 2022 bis 8. Jänner 2023)
- Hauenschild / Ritter – Muntean / Rosenblum. Zwei Künstlerkollektive in Österreich (1. Oktober 2022 bis 15. Jänner 2023)
- Ways of Freedom. Jackson Pollock bis Maria Lassnig (15. Oktober bis 22. Jänner 2023, Albertina modern)
- Jakob, Franz und Rudolf von Alt (9. November 2022 bis 5. Februar 2023)
- Karl Anton Fleck. Personale (18. November 2022 bis 22. Jänner 2023, Albertina modern)
- Ruth Baumgarte. Africa: Visions of Light and Color (8. Dezember 2022 bis 5. März 2023)

### 2023

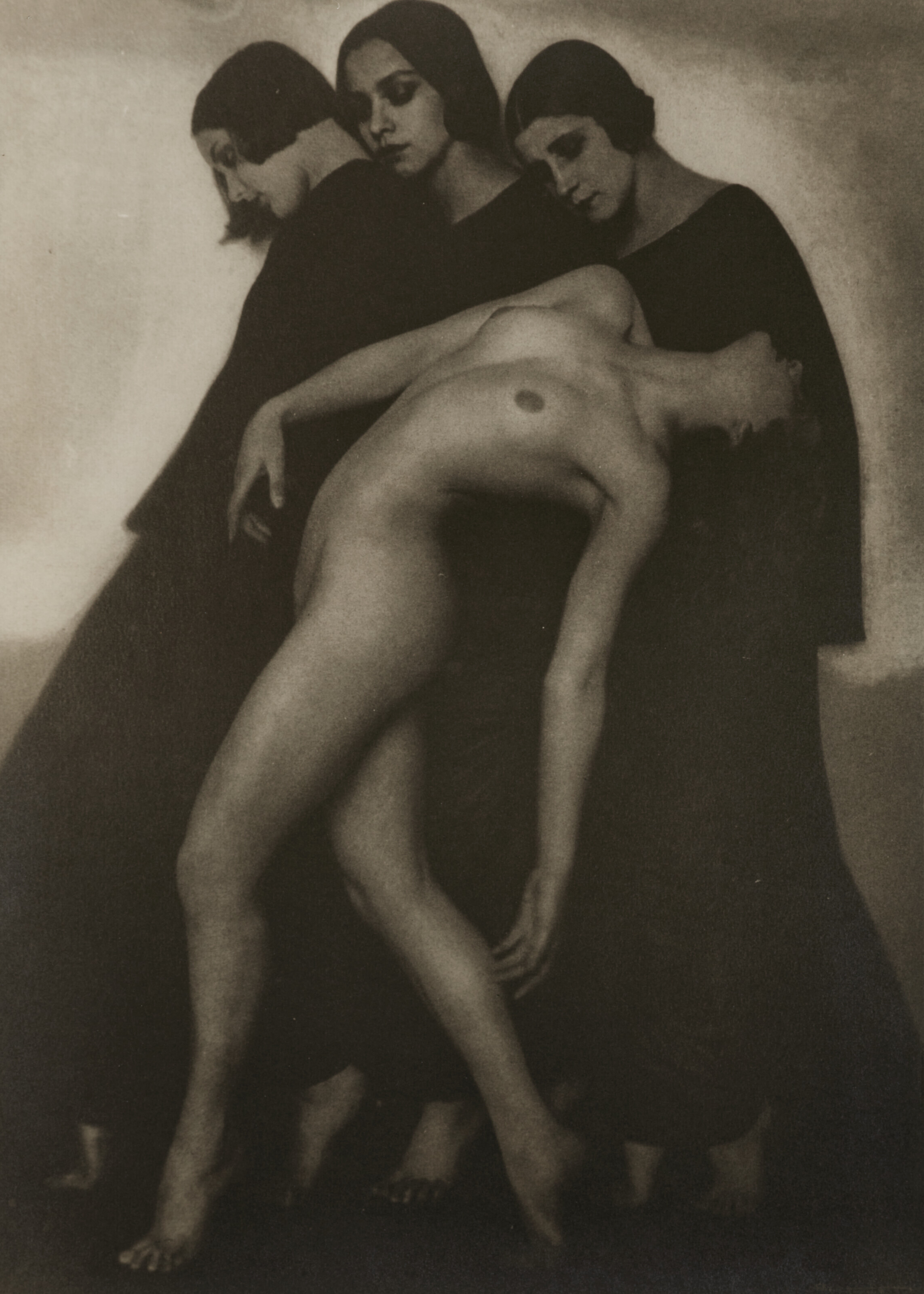
Rudolf Koppitz, Bewegungsstudie (1925)

- Piktorialismus. Die Kunstfotografie um 1900 (3. Februar 2023 bis 23. April 2023, Albertina modern)
- Alex Katz. Cool Painting (4. Februar 2023 bis 4. Juni 2023)
- Dürer, Munch, Miró. The Great Masters of Printmaking (27. Jänner 2023 bis 14. Mai 2023)
- Bruegel und seine Zeit (15. Februar 2023 bis 24. Mai 2023)
- Andy Warhol bis Damien Hirst. The Revolution in Printmaking (24. Februar 2023 bis 23. Juli 2023, Albertina modern)
- Picasso. Zum 50. Todestag (17. März 2023 bis 18. Juni 2023)
- Götter, Helden und Verräter. Das Historienbild um 1800 (2. Juni 2023 bis 27. August 2023)
- Georg Baselitz. 100 Zeichnungen (7. Juni 2023 bis 17. September 2023)
- Yoshitomo Nara. All My Little Words (10. Mai 2023 bis 1. November 2023, Albertina modern)
- VALIE EXPORT. Retrospektive (23. Juni 2023 bis 1. Oktober 2023)
- Ofer Lellouche (29. Juni 2023 bis 19. September 2023)
- Österreich-Deutschland. Malerei 1970 bis 2020 (1. September 2023 bis 21. Jänner 2024, Albertina modern)
- Joel Sternfeld. American Prospects (27. September 2023 bis 28. April 2024)
- Michelangelo und die Folgen (14. September 2023 bis 14. Jänner 2024)
- Gottfried Helnwein. Realität und Fiktion (25. Oktober 2023 bis 11. Februar 2024)
- Katharina Grosse. Warum Drei Töne Kein Dreieck Bilden (1. November 2023 bis 1. April 2024)
- Herbert Boeckl – Oskar Kokoschka. A Rivalry. (17. November 2023 bis 17. März 2024, Albertina modern)

### 2024

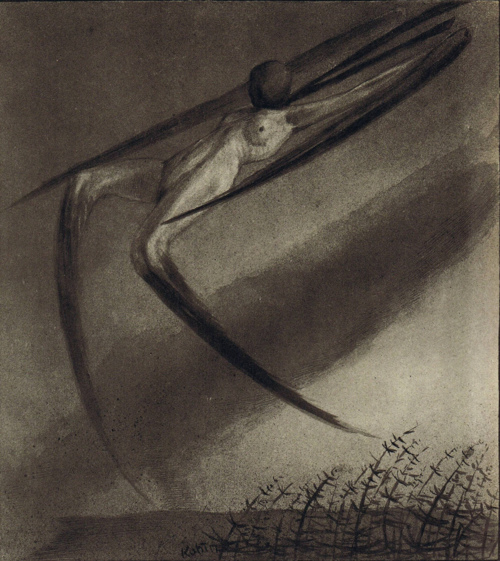
Alfred Kubin
Jede Nacht besucht uns ein Traum (1900)

- The Beauty of Diversity (16. Februar 2024 bis 18. August 2024, Albertina modern)
- 20 Jahre SAMMLUNG VERBUND. Kuratorin Gabriele Schor, Gründungsdirektorin der SAMMLUNG VERBUND, Wien (29. Februar 2024 bis 5. Mai 2024)
- Roy Lichtenstein. Zum 100. Geburtstag (8. März 2024 bis 14. Juli 2024)
- Bruno Gironcoli – Toni Schmale (3. April 2024 bis 28. Juli 2024, Albertina modern)
- Eva Beresin. Thick Air (1. Mai 2024 bis 15. September 2024)
- Franz Grabmayr (17. Mai 2024 bis 20. Oktober 2024)
- Gregory Crewdson. Retrospektive (29. Mai 2024 bis 8. September 2024)
- Alfred Kubin. Die Ästhetik des Bösen (14. August 2024 bis 12. Jänner 2025, Albertina modern)
- Pop Art, The Bright Side of Life (23. August 2024 bis 5. Jänner 2025. Albertina Klosterneuburg)
- Hundertwasser / Lafontaine / Okun. The Bright Side of Life (23. August 2024 bis 5. Jänner 2025, Albertina Klosterneuburg)
- Von Prachensky bis VALIE EXPORT. (23. August 2024 bis 5. Jänner 2025, Albertina Klosterneuburg)
- Robert Longo (4. September 2024 bis 26. Jänner 2025)
- Erwin Wurm. Die Retrospektive zum 70. Geburtstag (13. September 2024 bis 9. März 2025, Albertina modern)
- Chagall (28. September 2024 bis 9. Februar 2025)
- Adrian Ghenie. Schattenbilder (11. Oktober 2024 bis 2. März 2025)
- Jim Dine (8. November 2024 bis 23. März 2025)